# ランテルネ
ランテルネ（lanterne）はパスタの一種である。
名前はイタリア語の手提げランプに由来する。
ランテルネには深い溝が複数あり、形は手提げランプのようにカーブしている。